# Holotelson longicauda
Holotelson longicauda là một loài chân đều trong họ Sphaeromatidae. Loài này được Nunomura miêu tả khoa học năm 2004.